# Крушевский, Евгений Дмитриевич
Евгений Дмитриевич Крушевский — российский пианист. Заслуженный артист России.
Окончил Московскую консерваторию. В 1982 г. был удостоен первой премии на Международном конкурсе исполнителей в Женеве.
Известен преимущественно выступлениями в составе камерного ансамбля — прежде всего, фортепианного Премьер-трио со скрипачом Виктором Абрамяном и виолончелистом Сергеем Судзиловским (с 1997 года). Участвовал также в создании трио «Klaviohorn» со скрипачом Александром Тумановым и валторнистом Глебом Карпушкиным.